# Franciszek Ksawery Lubomirski
Il principe Franciszek Ksawery Lubomirski (Smila, 1747 – Vicebsk, 1819) è stato un generale polacco dell'esercito russo.

## Biografia
Era il figlio del governatore di Bratslav e Kiev Stanisław Lubomirski, e di sua moglie, Ludwika Pociejówna.

## Carriera
Accumulò un'enorme fortuna nella parte sud-orientale del Voivodato di Kiev, che comprendeva 9 città, 179 villaggi e più di 100.000 persone. Visse nella sua residenza nel comune di Smila. Dopo la divisione del Commonwealth polacco-lituano nel 1777, entrò al servizio russo. Nel 1781 divenne brigadiere e poi nel 1783 generale maggiore. Ha partecipato alla guerra russo-turca, ed era con Potëmkin a Ochakov. Dal 1790 fu luogotenente generale e dal 1796 tenente generale.
Nel 1783 vendette Smila e Špola per 2.000.000 di rubli al principe Potëmkin. Dopo aver concluso un accordo, il principe Tavričeskij, oltre al denaro, cedette a Lubomirski la sua proprietà a Dubrovno. Trasferitosi a Dubrovno, Lubomirski ne fece la sua residenza, divenne il centro dei congressi della nobiltà e dei funzionari di tutta la provincia. Nel 1809 fece costruire una chiesa, dove fu sepolto nel 1819. Secondo il conte Golovkin, "Lubomirski non si distingueva per la sua intelligenza, influenza o ingegno".

## Matrimoni

### Primo Matrimonio
Nel 1780 sposò Antoniną Potocką (1750-1780), figlia del conte Franciszek Salezy Potocki. Ebbero tre figlie:
- Elżbieta Lubomirska (1780-1846), sposò Ignacy Eugeniusz Zetner, ebbero due figli;
- Klementyna Lubomirska, sposò Piotr Kroger Kościesza, non ebbero figli;
- Zofią Lubomirska (1800).

### Secondo Matrimonio
Nel 1786 sposò Teofilą Rzewuską (1762-1831), figlia di Stanisław Ferdynand Rzewuski. Ebbero sei figli:
- Konstanty Lubomirski (1786-1870), sposò Ekaterina Nikolaevna Tolstaja, ebbero otto figli;
- Eugeniusz Lubomirski (1789-1834), sposò Maria Czacka, ebbero quattro figli;
- Amelia Lubomirska (1790-1878), sposò Jan Stempkowski Suchekomnaty, ebbero quattro figli;
- Karolina Lubomirska (1790-1821), sposò Feliks Berlicz-Strutyński, ebbero due figli;
- Isabella (1792—?);
- Maria (1797-1815), sposò Vasilij Nikolaevič Ladomirskij, non ebbe figli.

### Terzo Matrimonio
Nel 1799 sposò Marija L'vovna Naryškina (1767-1812), figlia di Lev Aleksandrovič Naryškin. Ebbero tre figli:
- Natalia Lubomirska (1800);
- Antoni Lubomirski (1801-1885), sposò Honorata Kraszewska, ebbero sette figli;
- Aleksander Ignacy Lubomirski (1802-1893), sposò Julia Radziwiłł, non ebbero figli.